# Гном (робот)
«Гном» — российский телеуправляемый подводный аппарат класса micro (по международной номенклатуре micro ROV (англ. Remotely Operated Vehicle удалённо управляемый аппарат)), весом 3 кг.
Отличается малыми массо-габаритными характеристиками (весь комплект оборудования порядка 20 кг) и энергопотребления (не более 200 Вт). При этом, по функциональности соответствует подводным аппаратам более старшего класса.

## Модификации

### ГНОМ микро
Применяется в отраслях: дайвинг, инспекция судов, рыбное хозяйство

#### Технические характеристики
- Число двигателей: 3
- Максимальная рабочая глубина: 50 м
- Скорость горизонтального движения: до 2-х узлов
- Кабель: диаметр 3 мм, с кевларовым упрочнением, длина 75 м
- Видеокамера: цветная PAL CCD 1/3", 480 твл, 0,3 лк.
- Осветители: 2 кластера светодиодных осветителей
- Вес подводного модуля в воздухе — 1,5 кг, общий вес системы — 11 кг
- Размеры подводного модуля: 210x185x150 мм

#### Базовая комплектация
- Подводный аппарат «ГНОМ микро» (рабочая глубина до 50 м)
- кабель-связка, 50 м
- датчик глубины (режим «автоглубина»)
- катушка развертывания кабеля (пластик)
- LCD монитор 8"
- надводный блок управления/питания
- два транспортировочных кейса
- джойстик Sony PSone
- ремкомплект

### ГНОМ стандарт
Применяется в отраслях: Осмотр судов, поисково-спасательные работы, АЭС, нефтедобывающая отрасль.

#### Технические характеристики
- Число двигателей: 4(3)
- Рабочая глубина: 120 м, предельно допустимая — 150 м
- Скорость горизонтального движения: до 2-х узлов
- Кабель: диаметр 3 мм с кевларовым упрочнением, длина до 200 м
- Видеокамера: цветная PAL CCD 1/3", 480 твл, 0,3 лк.
- Осветители: 2 кластера светодиодных осветителей
- Датчик глубины с точностью определения глубины до 0,1 м
- Вес подводного модуля в воздухе — 3 кг, общий вес системы — 18 кг
- Размеры подводного модуля — 310х180х150 мм

#### Комплектация
- Кабель-связка, 80 м, имеет толщину 2-3 мм, усилие на разрыв — 100 кг.
- Цифровой компас (функция удержания курса, данные отображаются на мониторе)
- Датчик глубины (режим «автоглубина»)
- LCD монитор 8"
- Надводный блок управления/питания
- Джойстик
- Лазерные указатели (применяются для оценки размера подводных объектов).
- Движители повышенной мощности

Увеличивают скорость базовой модели в 1,5 раза. Позволяют устанавливать на подводном модуле дополнительное оборудование.
- Манипулятор-захват

Номинальное усилие сжатия 3,5 кг (на концах стандартных схватов). Применяется для захвата проб, также полезен для фиксации подводного модуля на объекте.
- Виртуальные очки V-490

Наголовный персональный дисплей. Удобен для работы в полевых условиях.

### Гном-супер
Применяется в отраслях: поисково-спасательные работы, АЭС, в нефтедобывающей отрасли.

Поисково-осмотровый аппарат, имеет манипулятор-захват и гидролокатор кругового обзора, более мощные движители и освещение. Модернизированный вариант этой модели работает на глубине до 300 метров.
Гидролокатор кругового выводит изображение на экран ноутбука или монитора.

#### Технические характеристики
- Число двигателей: 4
- Рабочая глубина: 150 м, предельно допустимая — 300 м
- Скорость горизонтального движения: до 3-х узлов
- Кабель: диаметр 3 мм, с кевларовым упрочнением, длина до 200 м
- Видеокамера: цветная PAL CCD 1/3", 480 твл, 0,5 лк.
- Осветители: 4 кластера светодиодных осветителей
- Датчик глубины с точностью определения глубины до 0,1 м
- Вывод данных на экран в режиме телетекста
- Вес подводного модуля в воздухе — 4 кг, полной системы — 25 кг
- Размеры подводного модуля — 330х200х190 мм

#### Комплектация
- Надводный блок управления/питания
- Защитная полипропиленовая рама с блоком плавучести и опорами
- Два специальных гермобокса Stormcase iM2300, iM2600
- Джойстик Sony PSone

## Область применения аппаратов серии «Гном»
- осмотр подводной части судов, трубопроводов, подводных коммуникаций;
- исследование подводной флоры и фауны;
- сопровождение дайверов, визуальный контроль проведения работ;
- поисково-спасательные работы и осмотр потенциально опасных объектов без риска для жизни человека.
- АЭС
- Нефтедобывающая отрасль.

Аппараты серии «Гном» принимали участие в 4 международной выставке «Робототехника».